# Stazione di Carpi
La stazione di Carpi è una stazione ferroviaria posta sulla linea Mantova-Modena, a servizio della città di Carpi.

## Storia
Fino al 1955 la stazione era anche capolinea della linea per Reggio Emilia delle Ferrovie Reggiane.

## Struttura e impianti
La stazione è gestita da Rete Ferroviaria Italiana. In direzione Mantova si trovano la torre dell'acqua e il fabbricato del bar. Dalla parte opposta della stazione è presente il magazzino merci, non più in funzione. Ad eccezione del quarto e del quinto, tutti i binari sono dotati di banchina, protetti da una pensilina e collegati fra loro da un sottopassaggio.

## Movimento
La stazione è servita dai treni regionali in servizio sulla relazione Mantova-Modena, cadenzati a frequenza oraria; è inoltre capolinea dei treni regionali della relazione Carpi-Modena, anch'essi cadenzati a frequenza oraria, in modo da garantire complessivamente un collegamento con Modena ogni mezz'ora. I treni sono svolti da Trenitalia Tper nell'ambito del contratto di servizio stipulato con la regione Emilia-Romagna.
Sono inoltre presenti relazioni a lunga percorrenza svolte da Trenitalia.
Limitatamente al trasporto regionale, a novembre 2019 la stazione risultava frequentata da un traffico giornaliero medio di circa 3 651 persone (1 769 saliti + 1 882 discesi).

## Servizi
La stazione, che a fini commerciali è classificata da RFI nella categoria silver, dispone di:
- Biglietteria a sportello
- Biglietteria automatica
- Sala d'attesa

## Interscambi
La stazione permette i seguenti interscambi:
- Stazione taxi
- Fermata autobus